# Accord de libre-échange entre la Corée du Sud et l'Amérique centrale
L'accord de libre-échange entre la Corée du Sud et l'Amérique centrale est un accord de libre-échange signé le 30 juin 2017. L'accord concerne en Amérique centrale, le Panama, le Costa Rica, le Nicaragua, le Honduras, le Salvador et le Guatemala.

## Histoire
Les négociations ont démarré formellement en juin 2015 et concrètement en septembre 2015, pour prendre fin en octobre 2016 lors de la septième session de négociation.
L'accord est à commencer à entrer en vigueur avec les pays l'ayant ratifié, en octobre 2019 avec la ratification du Honduras et du  Nicaragua, suivi de celle du Costa Rica en novembre 2019, puis du Salvador en janvier 2020 pour enfin être pleinement en vigueur avec la ratification du Panama en février 2021.

## Contenu
L'accord vise une réduction des droits de douane de 95 % sur 10 ans entre les deux régions,, Ko Jae-man, Pulse, 17 novembre 2016. Chaque pays d'Amérique centrale a ses propres exceptions et calendriers de réductions des droits de douane.